# Nelli Ioffe

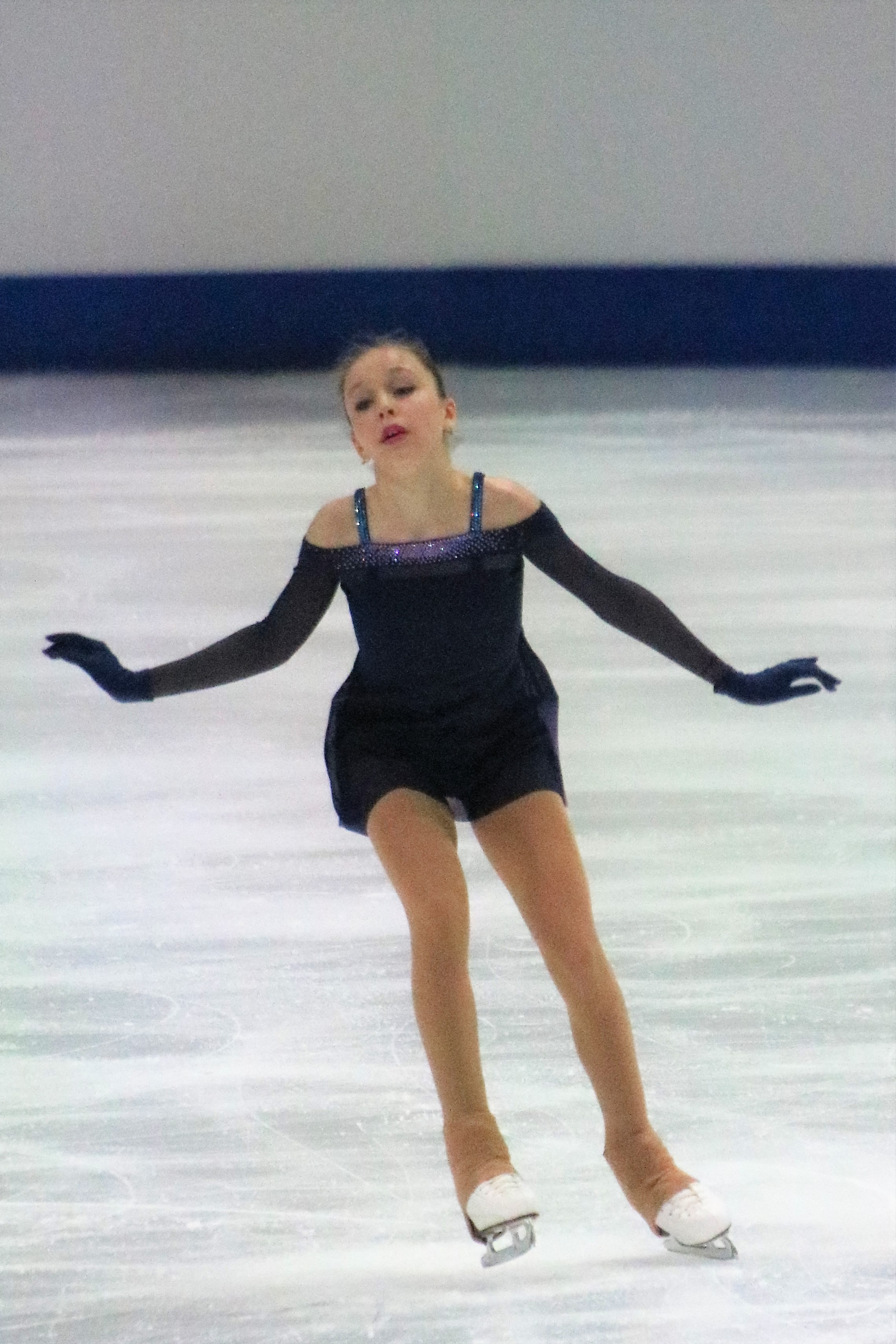
Nelli Ioffe, 2020

Nelli Ioffe (* 29. Januar 2004 in Wladimir (Russland)) ist eine israelische Eiskunstläuferin.
Ihr größter internationaler Erfolg war die Teilnahme an den Eiskunstlauf-Weltmeisterschaften 2021 in Stockholm. Dort belegte sie den 31. Platz.
Ioffe wird von Swetlana Panowa und Tatjana Moissejewa trainiert.